# Xeno-canto
xeno-canto là một dự án khoa học công dân và kho lưu trữ thông tin mà trong đó, các tình nguyện viên ghi lại, tải lên và chú thích các bản ghi âm tiếng kêu của chim, cũng như âm thanh của bọ cánh thẳng và dơi. Kể từ khi bắt đầu hoạt động vào năm 2005, nó đã thu thập được hơn 575.000 bản ghi âm từ hơn 10.000 loài trên toàn thế giới và trở thành một trong những kho sưu tập lớn nhất về âm thanh của các loài chim trên thế giới. Tất cả các bản ghi được xuất bản theo một trong các giấy phép Creative Commons, bao gồm một số bản có giấy phép tự do. Mỗi bản ghi trên trang web đều được kèm theo biểu đồ phổ và dữ liệu vị trí trên bản đồ hiển thị sự thay đổi địa lý.
Dữ liệu từ xeno-canto đã được sử dụng lại trong nhiều (vài nghìn) bài báo khoa học. Nó cũng là nguồn dữ liệu cho thử thách hàng năm về nhận dạng tiếng chim tự động ("BirdCLEF") kể từ năm 2014, vốn được tiến hành như một phần của Hội nghị và Phòng thí nghiệm của Diễn đàn Đánh giá (Conference and Labs of the Evaluation Forum).
Trang web này được một số tổ chức học thuật và quan sát chim trên toàn thế giới hỗ trợ, với nguồn hỗ trợ chính là Hà Lan.

## Lịch sử
xeno-canto, có nghĩa là "ca khúc lạ", là một dự án chỉ có âm thanh nhằm làm nổi bật âm thanh của các loài chim, thay vì hình ảnh hay video. xeno-canto được Bob Planqué (một nhà toán sinh học tại Đại học VU Amsterdam) và Willem-Pier Vellinga (một nhà vật lý hiện đang tư vấn cho một công ty công nghệ vật liệu toàn cầu) cho ra mắt vào ngày 30 tháng 5 năm 2005. Vào thời điểm ra mắt, trang này chỉ lưu giữ các bản ghi âm của khoảng 160 loài và ban đầu nhằm mục đích thu thập các bản ghi âm ở các loài chim từ Trung và Nam Mỹ.

## Phát triển
xeno-canto hiện nay đã được toàn cầu hóa, mở rộng phạm vi hoạt động ra Bắc Mỹ, châu Phi và châu Á, và cuối cùng là châu Âu và châu Úc. Đến năm 2017, việc thu thập dữ liệu có sự tăng trưởng đáng kể, với khoảng 360.000 bản ghi của khoảng 9.750 loài chim (gần 90% tổng số loài chim). Tuy nhiên, khu sưu tập vẫn chưa hoàn thành. Có khoảng 1.000 loài chưa được ghi âm và nhiều loài chỉ có một số ít bản ghi âm, nghĩa là đang bị thiếu sự đa dạng về giai điệu và phương ngữ của các loài.  Tính đến năm 2023, xeno-canto đã có bản ghi âm cho 10463 trong 11080 tổng số loài chim (94%).

## Mục tiêu
Mục đích của xeno-canto là tận dụng các khả năng của Internet để tăng mức độ phổ biến, khả năng tiếp cận và kiến thức chung về âm thanh của các loài chim. Cho đến nay, các bản ghi trên xeno-canto đã được sử dụng theo nhiều cách khác nhau, bao gồm cả việc được đưa vào Hệ thống Thông tin Hàng không của Ấn Độ, đóng góp cho dự án STERNA và được đưa vào hệ thống cơ sở dữ liệu đại học của Na Uy.
Kể từ khi thành lập, trang web đã đặt ra một số nguyên tắc nhằm duy trì dịch vụ hướng đến cộng đồng. Những nguyên tắc này bao gồm:
- Bất cứ ai cũng có thể đóng góp cho dự án. Ngoài một số hạn chế về kích thước tệp, người dùng có thể tải lên bất kỳ âm thanh của chim nào mà họ thấy thú vị. Ngoài việc tải lên các bản ghi, người dùng còn có thể viết bài, bình luận về thành tích ghi âm và thậm chí đóng góp vào mã của trang web.
- Bản ghi được phép chia sẻ. Giấy phép Creative Commons do trang web triển khai sẽ thúc đẩy việc chia sẻ.[15] Âm thanh của chim được tải lên nhằm mục đích tái sử dụng. Người dùng có thể tải xuống từng bản ghi được tìm thấy khi duyệt hoặc truy cập cơ sở dữ liệu của toàn bộ kho sưu tập.
- Các bản ghi âm có thể bị thách thức. Người dùng khác có thể gắn cờ bản ghi có nhận dạng không chính xác. Sau đó, bản ghi sẽ được xem xét cho đến khi được cộng đồng đồng ý và quản trị viên sẽ rút cờ. Quá trình này có thể có khoảng thời gian khác nhau, nhưng thường mất vài ngày.[10]